# Aconitum taronense
Aconitum taronense är en ranunkelväxtart som först beskrevs av Hand.-mazz., och fick sitt nu gällande namn av Harold Roy Fletcher och Lauener. Aconitum taronense ingår i släktet stormhattar, och familjen ranunkelväxter. Inga underarter finns listade i Catalogue of Life.